# Середньовічна Румунія
Середньовіччя в Румунії почалося з відходом татаро-монголів, які вторглися на територію сучасної Румунії в XIII столітті. Період середньовіччя добіг кінця під час правління Міхая Хороброго (1593—1601), якому вдалось на короткий час 1600 року об'єднати Волощину, Молдавію і Трансильванію, три князівства, чиї території через приблизно три століття сформували Румунію.
Протягом більшої частини цього періоду Банат, Кришана, Марамуреш і Трансільванія — тепер регіони Румунії на захід від Карпатських гір — входили до складу королівства Угорщини. Вони були розділені на кілька типів адміністративних одиниць, таких як «комітати». Керівники Трансільванських комітатів («ішпани») підпорядковувалися королівській посадовій особі (воєводі), але провінція рідко сприймалася як єдине ціле, оскільки секеї і сакси керувалися окремо. В королівстві румунські селяни, як православні, були звільнені від десятини, церковного податку, що виплачувався усіма римо-католицькими простолюдинами. Румунські дворяни поступово втратили можливість брати участь у політичному житті, оскільки XIV столітті монархи ревно дотримувалися прокатолицької політики. Їхнє становище ще погіршилося після 1437 року, коли було сформовано так званий «Союз трьох націй», угорських дворян, секеїв і саксів, для того щоб придушити селянське повстання в Бобилні.
Валахія, перша незалежна середньовічна держава між Карпатами та нижнім Дунаєм, була створена коли Басараб I (бл. 1310—1352) розірвав сюзеренітет короля Угорщини завдяки перемозі в битві при Посаді 1330 року. Незалежність Молдови була досягнута коли Богдан I (1359—1365) очолив повстання проти колишнього правителя, призначеного угорським монархом. Однак незалежність двох князівств була недостатньо добре забезпечена, і васальна залежність від різних держав стала важливим аспектом їхньої дипломатії. Хоча Волощина платила данину Османській імперії від 1417 року, а Молдова від 1456 року, два їх середньовічних правителі, Мірча Старий Волоський (1386—1418) і Штефан Великий Молдавський (1457—1504) проводили успішні воєнні операції проти османів. Торгівля двох князівств з іншими частинами Європи почала скорочуватися після останніх десятиліть XV століття. До цього був поширений продаж шкір, зерна, меду і воску у Священну Римську імперію, Венецію і Польщу, а також імпорт шовку, зброї та інших промислових товарів з цих районів. До кінця XVI століття Османська імперія стала основним ринком збуту для румунської продукції.
Трансільванія разом з сусідніми країнами отримала статус автономної держави під сюзеренітетом Османської імперії, після того як центральні території Королівства Угорщини анексували турки 1541 року. Падіння королівства також позбавило Валахію і Молдавію їхнього головного союзника в боротьбі проти Османської імперії. 1594 року Міхай Хоробрий Волоський приєднався до антиосманського союзу, ініційованого папою Климентом VIII. Після серії перемог над Османами, він повернувся проти Трансільванії і Молдови, де правили пропольські і протурецькі князі. Він вторгся до Трансільванії 1599 року, а до Молдавії 1600 року. Хоча союз трьох країн розвалився через чотири місяці, він став ідеалом для наступних поколінь, що прагнули до об'єднання земель, які зараз утворюють Румунію.